# Xian de Zhenyuan (Gansu)
Pour les articles homonymes, voir Zhenyuan.
Le xian de Zhenyuan (镇原县 ; pinyin : Zhènyuán Xiàn) est un district administratif de la province du Gansu en Chine. Il est placé sous la juridiction de la ville-préfecture de Qingyang.

## Démographie
La population du district était de 491 630 habitants en 1999.